# Kentucky Derby 1896
Kentucky Derby 1896 var den tjugoandra upplagan av Kentucky Derby. Löpet reds den 6 maj 1896 över 1 1⁄4 miles (2 012 m). Löpet vanns av Ben Brush som reds av Willie Simms och tränades av Hardy Campbell Jr..
Detta var det första Kentucky Derby som reds över distansen 1 1⁄4 miles (2 012 m). Segrande häst Ben Brush satte med andra ord löprekord med segertiden 2:07.75.
Förstapriset i löpet var 4 850 dollar. Åtta hästar deltog i löpet.

## Resultat
| P | Häst       | Jockey                 | Tränare            | Land | Tid     |
| - | ---------- | ---------------------- | ------------------ | ---- | ------- |
| 1 | Ben Brush  | Willie Simms           | Hardy Campbell Jr. | USA  | 2:07.75 |
| 2 | Ben Eder   | J. Tabor               |                    | USA  |         |
| 3 | Semper Ego | A. Perkins             |                    | USA  |         |
| 4 | First Mate | Charles A. Thorpe      |                    | USA  |         |
| 5 | The Dragon | Monk Overton           |                    | USA  |         |
| 6 | Parson     | Tommy Britton          |                    | USA  |         |
| 7 | The Winner | W. Walker              |                    | USA  |         |
| 8 | Ulysses    | Robert "Tiny" Williams |                    | USA  |         |

Segrande uppfödare: Runnymede Farm (KY)